# Asynapta laminata
Asynapta laminata är en tvåvingeart som beskrevs av Boris Mamaev och Zaitzev 1997. Asynapta laminata ingår i släktet Asynapta och familjen gallmyggor. Inga underarter finns listade i Catalogue of Life.